# Hrabstwo Antelope

Piramida wieku hrabstwa

Hrabstwo Antelope (ang. Antelope County) – hrabstwo w stanie Nebraska w Stanach Zjednoczonych. W roku 2010 liczba mieszkańców wyniosła 6 652. Stolicą i największym miastem jest Neligh.

## Geografia
Całkowita powierzchnia wynosi 2223,75 km² z tego 3,55 km² stanowi woda.

### Miejscowości
- Elgin
- Neligh
- Tilden

### Wioski
- Brunswick
- Clearwater
- Oakdale
- Orchard
- Royal

### Sąsiednie hrabstwa
- hrabstwo Knox – północ
- hrabstwo Holt – zachód
- hrabstwo Wheeler – południowy zachód
- hrabstwo Boone – południe
- hrabstwo Madison – południe
- hrabstwo Pierce – południowy wschód